# Dyrosaurus
Dyrosaurus is een geslacht van uitgestorven krokodillen uit de familie der Dyrosauridae (†) waarvan hij de naamgever is. Fossielen van Dyrosaurus zijn gevonden in eocene lagen in Noord-Afrika. Dyrosaurus moet niet verward worden met de ornithopode dinosauriër Dryosaurus uit het Laat-Jura.

## Uiterlijke kenmerken
Met lange dunne kaken en een lang en plat lijf leek Dyrosaurus veel op een gaviaal, maar was daarmee niet nauw verwant. De lange kaken waren slechts iets dikker dan bij de gaviaal en bezet met een groot aantal puntige tanden die geschikt waren voor het vangen van vis. De ogen en neusgaten zaten hoog op de kop en als Dyrosaurus boven het wateroppervlak wilde kijken hoefde hij zijn kop maar een klein stukje op te tillen. De poten waren kort, het lichaam vrij plat en de staart was lang en krachtig wat er op duidt dat Dyrosaurus een goede zwemmer was. Dyrosaurus werd met zes meter ongeveer even groot als de gemiddelde gangesgaviaal.

## Levenswijze
Dyrosaurus had een sterke schedel met sterke kaken en anders dan de meeste gaviaalachtige krokodilachtigen kon Dyrosaurus waarschijnlijk wel prooidieren van de waterkant het water in sleuren om ze vervolgens te verdrinken en op te eten. Tot de prooien van Dyrosaurus behoorden vooral vissen, maar soms ook watervogels en dieren die kwamen drinken waaronder middelgrote zoogdieren. Dyrosaurus kwam zowel in zoet en brak water als zout water voor, wat betekent dat hij soms ook een marien leven leidde. Daar jaagde hij voornamelijk op vis en misschien ook andere mariene krokodillen of vroege zeezoogdieren. Het paringsgedrag en het nestgedrag van Dyrosaurus was vergelijkbaar met dat van moderne krokodilachtigen.

## Classificatie
Dyrosaurus was een basaal lid van de Dyrosaurinae, de onderfamilie waar hij de naamgever van was, volgens Jouve et al. 2008 en Barbosa et al. 2008. Binnen de Dyrosaurinae was hij nauw verwant aan Arambourgisuchus en Guarinisuchus. Volgens Hastings et al. 2010 was hij ook nauw verwant aan Hyposaurus en Congosaurus en stond hij dichter bij de Phosphatosaurinae waarvan Phosphatosaurus de naamgever is. Resten van Phosphatosaurus zijn in dezelfde lagen en hetzelfde gebied als die van Dyrosaurus gevonden.

## Galerij

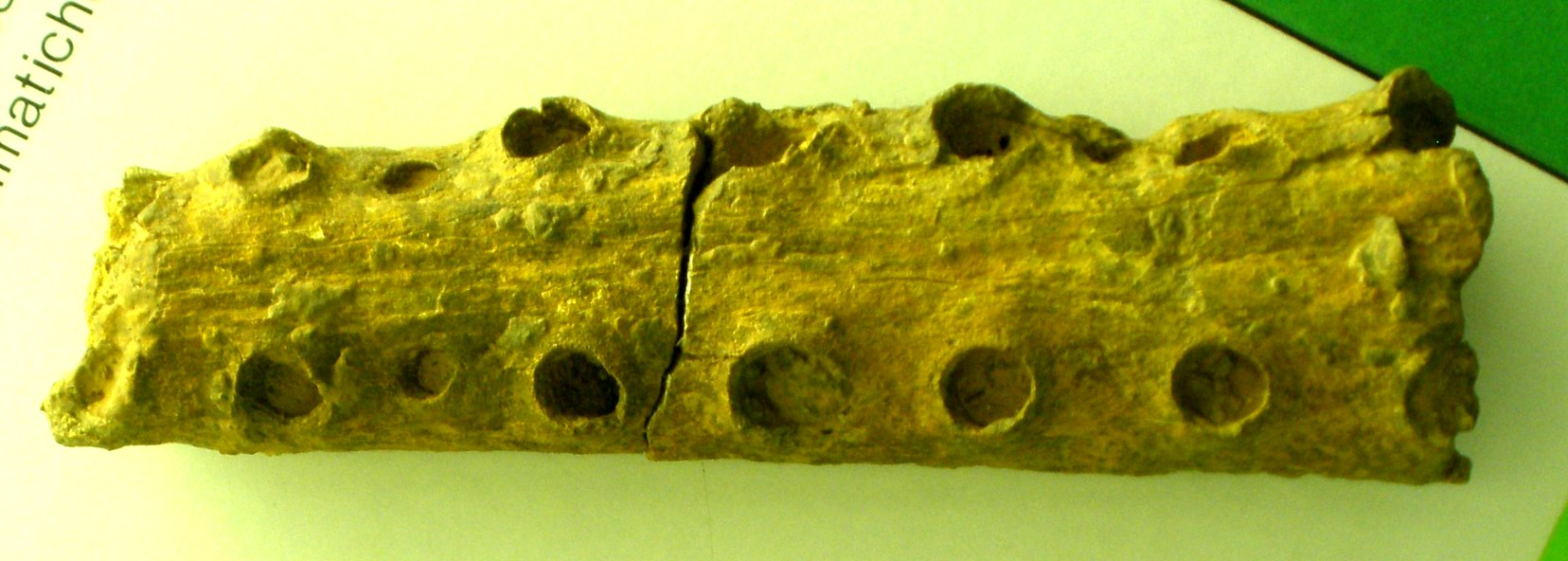
Kaak
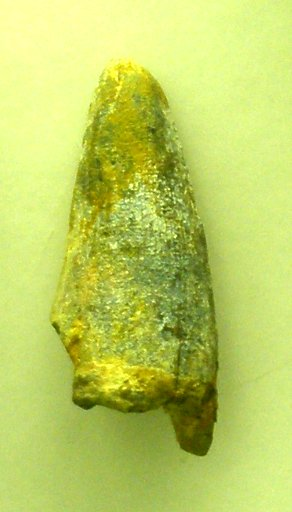
Tand
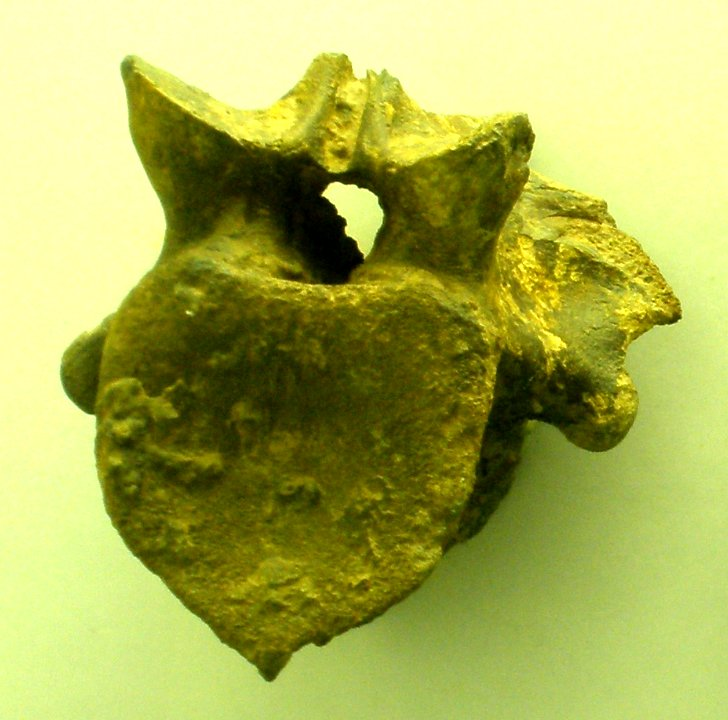
Wervel